# Дзангара, Роберто
Робе́рто Дзанга́ра (итал. Roberto Zangara) — итальянский кёрлингист.

## Биография
В составе мужской сборной Италии участник двух чемпионатов мира (лучший результат — седьмое место в 1978 году).
Играл на позициях второго и третьего.

## Команды
| Сезон   | Четвёртый       | Третий             | Второй           | Первый        | Турниры            |
| ------- | --------------- | ------------------ | ---------------- | ------------- | ------------------ |
| 1973—74 | Ренато Гецце    | Лино Мариани Майер | Роберто Дзангара | Андреа Павани | ЧМ 1974 (10 место) |
| 1977—78 | Леоне Реццадоре | Роберто Дзангара   | Франко Кальдара  | Роберто Бокус | ЧМ 1978 (7 место)  |

(скипы выделены полужирным шрифтом)